# Selectron
Das Selectron ist eine spezielle Elektronenröhre, welche beginnend im Jahr 1946 als flüchtiger Arbeitsspeicher für die Mitte des 20. Jahrhunderts aufkommenden Röhrencomputer wie ENIAC entwickelt wurde. Die Entwicklung dieser Speicherröhre stammt von Jan A. Rajchman, welcher 1974 mit der IEEE Edison Medal ausgezeichnet wurde. Die Entwicklung wurde wesentlich bei der Firma Radio Corporation of America (RCA) durchgeführt, die auch den Markennamen Selectron prägte. Das Selectron, wie auch die im gleichen Zeitraum unabhängige entstandene Williamsröhre, erreichte nie einen marktreifen Zustand, da die im Aufbau schwierig zu produzierenden und im Einsatz fehleranfälligen Speicherröhren Mitte der 1950er Jahre durch die robusteren und technologisch  besseren Kernspeicher abgelöst wurden.

## Aufbau

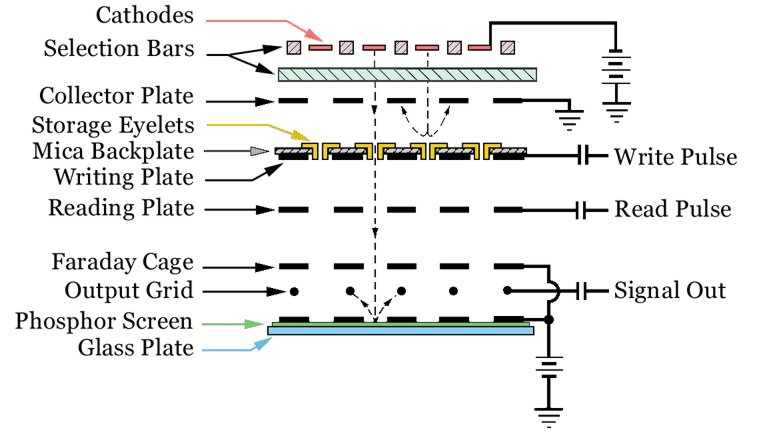
Schematische Schnittdarstellung eines Selectrons

Wie alle Speicherröhren basiert auch das Selectron im Prinzip auf einer Kathodenstrahlröhre deren Leuchtschicht der Informationsspeicherung dient. Die einzelnen Bits werden in einzelnen Punkten, welche in Zeilen und Reihen in der Leuchtschicht angeordnet sind, durch einen auf den Punkt fokussierten Elektronenstrahl geschrieben. Dabei wird bei einem logisch-1 eine Ladung in der Leuchtschicht eingebracht, bei einer logisch-0 fehlt diese Ladung. Zum Auslesen der Ladungszustände befinden sich im Bereich der Leuchtschicht zwischen den Speicherpunkten mehrere dünne Metalldrähte die als Auslesedraht dienen. Beim Auslesen wird ein Elektronenstrahl geringerer Intensität als beim Schreiben gewählt, sodass durch die Sekundäremission von Elektronen im Bereich der Leuchtschicht sich unterschiedlich hohe Spannungsimpulse auf den Auslesedraht ergeben, je nachdem, ob in dem Speicherpunkt der Leuchtschicht zuvor eine elektrische Ladung gespeichert wurde oder nicht. Das Auslesen einer Speicherstelle ist dabei konsumierend, es muss also zur Erhaltung des Speicherzustandes nach einem Lesevorgang der gelesene Wert neu geschrieben werden.
Jede Speicherzelle muss des Weiteren kontinuierlich ausgelesen und neu beschrieben werden, da die gespeicherte Ladung in der Leuchtschicht nur eine bestimmte Zeitdauer gehalten werden kann. Dies ist ähnlich einem Refresh-Zyklus bei dynamischen Speicherbausteinen. Im Gegensatz zur Williamsröhre mit kurzen Auffrischungszeiten wird bei dem Selectron kontinuierlich und unfokussiert über die gesamte Leuchtschicht ein schwacher Elektronenstrahl aufgebracht, der deutlich schwächer als der Elektronenstrahl zum Auslesen ist, um keine Sekundäremission mit dem löschenden Effekt in der Leuchtschicht zu verursachen. Dadurch werden zufällige Ladungsverluste der Leuchtschicht bis zu einem gewissen Grad kompensiert und es lassen sich die nötigen Refresh-Zyklen zeitlich strecken. Außerdem lässt sich das Selectron mit einer geringeren Betriebsspannung betreiben, als die Williamsröhre, die eine Hochspannung von einigen Kilovolt für den Betrieb benötigt.
Das Selectron weist auch grundlegende konstruktive Unterschiede zur Williamsröhre auf. Während die Williamsröhre noch die Form einer typischen Kathodenstrahlröhre aufweist, wie sie auch bei ersten Fernsehgeräten zur Bilddarstellung verwendet wurde, ist bei dem Selectron optisch keine Ähnlichkeit mit einer Anzeigeröhre erkennbar. Aufgrund der geringen Betriebsspannung findet der komplette Aufbau kompakt in einem Glaskolben von ca. 15 cm Höhe Platz und das Elektrodensystem ist wie in der rechts dargestellten Abbildung aufgebaut. In der Mitte der Röhre, in der Schnittdarstellung oben, befindet sich die indirekt beheizte Kathode, es folgen die nach unten gehenden Fokussier- und Steuerdrähte für die Elektronenstrahlen. Im unteren Bildbereich, bei der Röhre im Glaskolben im äußeren Bereich zur Glasröhre hin angebracht, befinden sich die einzelnen Punkte der phosphorbeschichteten Leuchtschicht, die als Speicherelemente dienen und die Anode darstellen.